# Ranheim Fotball 2016
Questa voce raccoglie le informazioni riguardanti il Ranheim Fotball nelle competizioni ufficiali della stagione 2016.

## Stagione
Il 28 ottobre 2015, il Ranheim ha confermato che Ola By Rise non sarebbe stato l'allenatore della squadra in vista dell'annata successiva, con Svein Maalen che ne avrebbe preso il posto. Il 16 dicembre 2015 è stato ufficializzato il calendario per il campionato 2016, con il Ranheim che avrebbe cominciato la stagione il 3 aprile 2016, andando a giocare in casa del Jerv. Il 14 gennaio 2016, la squadra ha ufficializzato i numeri di maglia in vista della nuova stagione.
Il 1º aprile è stato sorteggiato il primo turno del Norgesmesterskapet 2016: il Ranheim avrebbe così fatto visita al Trygg/Lade. Al secondo turno, la squadra è stata sorteggiata contro il Nardo. Il Ranheim è stato sconfitto per 2-1 nel corso di questa sfida, salutando così la competizione.
La squadra ha chiuso il campionato al 9º posto finale

## Maglie e sponsor
Lo sponsor tecnico per la stagione 2016 è stato Umbro, mentre lo sponsor ufficiale è stato EiendomsMegler 1. La divisa casalinga era costituita da una maglietta blu con rifiniture bianche, pantaloncini bianchi e calzettoni blu. Quella da trasferta era invece costituita da una maglietta bianca, con pantaloncini blu e calzettoni bianchi.
| Casa | Trasferta |

## Rosa
| N. |                     | Ruolo | Calciatore              |
| -- | ------------------- | ----- | ----------------------- |
| 1  | Norvegia (bandiera) | P     | Even Barli              |
| 2  | Norvegia (bandiera) | D     | Christian Eggen Rismark |
| 3  | Norvegia (bandiera) | D     | Daniel Kvande           |
| 4  | Norvegia (bandiera) | D     | Karl Morten Eek         |
| 5  | Norvegia (bandiera) | D     | Eirik Holmvik Malmo     |
| 6  | Norvegia (bandiera) | C     | Magnus Blakstad         |
| 7  | Norvegia (bandiera) | C     | Mads Reginiussen        |
| 8  | Norvegia (bandiera) | A     | Simen Raaen Sandmæl     |
| 9  | Norvegia (bandiera) | A     | Torgil Øwre Gjertsen    |
| 10 | Norvegia (bandiera) | C     | John Hou Sæter          |
| 11 | Norvegia (bandiera) | A     | Georg Flatgård          |
| 12 | Norvegia (bandiera) | P     | Preben Øien             |

| N. |                     | Ruolo | Calciatore              |
| -- | ------------------- | ----- | ----------------------- |
| 13 | Norvegia (bandiera) | A     | Robert Stene            |
| 15 | Norvegia (bandiera) | A     | Kristian Rømo Skille    |
| 16 | Norvegia (bandiera) | C     | Kristoffer Løkberg      |
| 17 | Norvegia (bandiera) | C     | Sondre Sørløkk          |
| 17 | Norvegia (bandiera) | C     | Thobias Kvam Navelsaker |
| 18 | Norvegia (bandiera) | D     | Mats van der Weel       |
| 20 | Norvegia (bandiera) | A     | Kim Ove Riksvold        |
| 23 | Norvegia (bandiera) | D     | Aslak Fonn Witry        |
| 24 | Norvegia (bandiera) | D     | Aleksander Foosnæs      |
| 25 | Norvegia (bandiera) | D     | Are Tronseth            |
| 26 | Norvegia (bandiera) | P     | Daniel Hagen            |

## Calciomercato

### Sessione invernale(dal 01/01 al 31/03)
| Arrivi | Arrivi                  | Arrivi | Arrivi        |
| R.     | Nome                    | da     | Modalità      |
| ------ | ----------------------- | ------ | ------------- |
| D      | Christian Eggen Rismark | Rødde  | fine prestito |
| A      | Kim Ove Riksvold        | Byåsen | fine prestito |
| A      | Simen Raaen Sandmæl     |        | svincolato    |

| Partenze | Partenze             | Partenze  | Partenze      |
| R.       | Nome                 | a         | Modalità      |
| -------- | -------------------- | --------- | ------------- |
| P        | Andreas Lindberg     |           | svincolato    |
| D        | Jørgen Olsen Øveraas |           | svincolato    |
| C        | Thomas Rønning       |           | svincolato    |
| C        | Michael Stilson      | Mjøndalen | fine prestito |
| A        | Jo Sondre Aas        |           | svincolato    |

### Sessione estiva(dal 21/07 al 17/08)
| Arrivi | Arrivi         | Arrivi    | Arrivi     |
| R.     | Nome           | da        | Modalità   |
| ------ | -------------- | --------- | ---------- |
| C      | John Hou Sæter | Rosenborg | prestito   |
| C      | Sondre Sørløkk | Orkla     | definitivo |

| Partenze | Partenze | Partenze | Partenze |
| R.       | Nome     | a        | Modalità |
| -------- | -------- | -------- | -------- |

## Risultati

### 1. divisjon

#### Girone di andata
| Arbitro: | Saggi (Drammen) |

|                                   |           |           |
| Brochmann 55’ (rig.) Tønnesen 90’ | Marcatori | 30’ Stene |

| Arbitro: | Haugen (Rælingen) |

|                           |           |            |
| Reginiussen 37’ Stene 75’ | Marcatori | 60’ Sereba |

| Arbitro: | Gjermshus (Oslo) |

|  |           |                |
|  | Marcatori | 23’ Fonn Witry |

| Arbitro: | Moen (Lillestrøm) |

|                                    |           |                      |
| Sortevik 52’ Norheim 85’ Rasch 88’ | Marcatori | 43’ Kvande 48’ Stene |

| Arbitro: | Smehus Kringstad |

|  |           |                                       |
|  | Marcatori | 54’ Vennberg 56’ Güven 90’ Sotiroglou |

| Arbitro: | Moen (Lillestrøm) |

|                         |           |           |
| Diop 10’, 83’ Bamba 45’ | Marcatori | 32’ Stene |

| Arbitro: | Gjermshus (Oslo) |

|                        |           |  |
| Reginiussen 30’ (rig.) | Marcatori |  |

| Arbitro: | Askeland |

|         |           |                             |
| Aas 21’ | Marcatori | 55’ Øwre Gjertsen 77’ Stene |

| Arbitro: | Tennøy (Bergen) |

|                                                    |           |           |
| Kvande 17’ Stene 40’ (rig.), 76’ Øwre Gjertsen 52’ | Marcatori | 10’ Rasch |

| Arbitro: | Haugen (Rælingen) |

|                            |           |                 |
| Kovács 23’, 73’ Sellin 65’ | Marcatori | 39’ Rømo Skille |

| Arbitro: | Hauge (Bergen) |

|                        |           |                                 |
| Stene 39’ Tronseth 74’ | Marcatori | 4’ Olsen Solberg 61’ Midtgarden |

| Arbitro: | Hansen (Oslo) |

|                  |           |  |
| Engblom 26’, 68’ | Marcatori |  |

| Arbitro: | Tennøy (Bergen) |

|                  |           |                           |
| Flatgård 8’, 61’ | Marcatori | 25’ Amundsen 37’ Krogstad |

| Arbitro: | Jonsson Trædal (Oslo) |

|         |           |                                |
| Næss 6’ | Marcatori | 14’ Raaen Sandmæl 90’ Riksvold |

| Ranheim 29 giugno 2016, ore 19:00 15ª giornata | Ranheim              | 0 – 0 referto | Fredrikstad | Ranheim Arena (1.583 spett.)\| Arbitro: \| Hagenes (Marikollen) \| |
| Arbitro:                                       | Hagenes (Marikollen) |               |             |                                                                    |

#### Girone di ritorno
| Arbitro: | Saggi (Drammen) |

|                 |           |  |
| Shroot 79’, 81’ | Marcatori |  |

| Arbitro: | Moen (Lillestrøm) |

|                               |           |  |
| Stene 9’, 20’ Reginiussen 69’ | Marcatori |  |

| Arbitro: | Moen (Oslo) |

|                    |           |           |
| Retsius Grødem 21’ | Marcatori | 54’ Stene |

| Arbitro: | Haugen (Rælingen) |

|              |           |                                                         |
| Flatgård 89’ | Marcatori | 31’ Lind 36’ (aut.) Tronseth 79’ Haugstad 83’ Ogungbaro |

| Strømmen 31 luglio 2016, ore 18:00 20ª giornata                     | Strømmen  | 2 – 1 referto | Ranheim | Strømmen Stadion (326 spett.) |
| \| \| \| \| \| Melgalvis 63’ Aasen 88’ \| Marcatori \| 56’ Stene \| |           |               |         |                               |
|                                                                     |           |               |         |                               |
| Melgalvis 63’ Aasen 88’                                             | Marcatori | 56’ Stene     |         |                               |

| Arbitro: | Saggi (Drammen) |

|  |           |           |
|  | Marcatori | 41’ Mendy |

| Arbitro: | Saggi (Drammen) |

|  |           |                         |
|  | Marcatori | 39’ Eriksen 90’ Engblom |

| Arbitro: | Hansen (Oslo) |

|           |           |  |
| Güven 13’ | Marcatori |  |

| Arbitro: | Hauge (Bergen) |

|                              |           |           |
| Hou Sæter 54’, 75’ Stene 90’ | Marcatori | 57’ Sørmo |

| Arbitro: | Tennøy (Bergen) |

|                                                                              |           |                               |
| Sørum 18’, 24’ Gauseth 22’ (rig.) Lindseth 43’ Midtgarden 53’ Pellegrino 71’ | Marcatori | 87’ Hou Sæter 90’ Reginiussen |

| Arbitro: | Smehus Kringstad |

|                         |           |  |
| Kvande 17’ Riksvold 71’ | Marcatori |  |

| Arbitro: | Hansen (Oslo) |

|         |           |                                                                                        |
| Flo 16’ | Marcatori | 11’ (rig.), 33’, 41’ (rig.), 50’ Stene 76’ Sørløkk 87’ Flatgård 90’ (rig.) Reginiussen |

| Arbitro: | Jonsson Trædal (Oslo) |

|           |           |  |
| Stene 53’ | Marcatori |  |

| Arbitro: | Hauge (Bergen) |

|                          |           |                              |
| Jørstad 67’ Krogstad 87’ | Marcatori | 66’ Blakstad 90’ Reginiussen |

| Arbitro: | Haugen (Rælingen) |

|                 |           |               |
| Reginiussen 37’ | Marcatori | 44’ Myrkaskog |

### Norgesmesterskapet
| Trondheim 13 aprile 2016, ore 18:00 Primo turno           | Trygg/Lade | 0 – 2 referto           | Ranheim | OBOS Kunstgressbane (256 spett.) |
| \| \| \| \| \| \| Marcatori \| 41’ Kvande 71’ Riksvold \| |            |                         |         |                                  |
|                                                           |            |                         |         |                                  |
|                                                           | Marcatori  | 41’ Kvande 71’ Riksvold |         |                                  |

| Trondheim 27 aprile 2016, ore 18:00 Secondo turno                        | Nardo     | 2 – 1 referto   | Ranheim | Nissekollen Kunstgras (150 spett.) |
| \| \| \| \| \| Togstad 14’ Lundal 49’ \| Marcatori \| 60’ Reginiussen \| |           |                 |         |                                    |
|                                                                          |           |                 |         |                                    |
| Togstad 14’ Lundal 49’                                                   | Marcatori | 60’ Reginiussen |         |                                    |

## Statistiche

### Statistiche di squadra
| Competizione       | Punti | In casa | In casa | In casa | In casa | In casa | In casa | In trasferta | In trasferta | In trasferta | In trasferta | In trasferta | In trasferta | Totale | Totale | Totale | Totale | Totale | Totale | DR |
| Competizione       | Punti | G       | V       | N       | P       | Gf      | Gs      | G            | V            | N            | P            | Gf           | Gs           | G      | V      | N      | P      | Gf     | Gs     | DR |
| ------------------ | ----- | ------- | ------- | ------- | ------- | ------- | ------- | ------------ | ------------ | ------------ | ------------ | ------------ | ------------ | ------ | ------ | ------ | ------ | ------ | ------ | -- |
| 1. divisjon        | 39    | 15      | 7       | 4       | 4       | 22      | 18      | 15           | 4            | 2            | 9            | 23           | 30           | 30     | 11     | 6      | 13     | 45     | 48     | -3 |
| Norgesmesterskapet | -     | 0       | 0       | 0       | 0       | 0       | 0       | 2            | 1            | 0            | 1            | 3            | 2            | 2      | 1      | 0      | 1      | 3      | 2      | +1 |
| Totale             | -     | 15      | 7       | 4       | 4       | 22      | 18      | 17           | 5            | 2            | 10           | 26           | 32           | 32     | 12     | 6      | 14     | 48     | 50     | -2 |

### Andamento in campionato
| Giornata  | 1  | 2 | 3 | 4 | 5  | 6  | 7 | 8 | 9 | 10 | 11 | 12 | 13 | 14 | 15 | 16 | 17 | 18 | 19 | 20 | 21 | 22 | 23 | 24 | 25 | 26 | 27 | 28 | 29 | 30 |
| --------- | -- | - | - | - | -- | -- | - | - | - | -- | -- | -- | -- | -- | -- | -- | -- | -- | -- | -- | -- | -- | -- | -- | -- | -- | -- | -- | -- | -- |
| Luogo     | T  | C | T | T | C  | T  | C | T | C | T  | C  | T  | C  | T  | C  | T  | C  | T  | C  | T  | C  | C  | T  | C  | T  | C  | T  | C  | T  | C  |
| Risultato | P  | V | V | P | P  | P  | V | V | V | P  | N  | P  | N  | V  | N  | P  | V  | N  | P  | P  | P  | P  | P  | V  | P  | V  | V  | V  | N  | N  |
| Posizione | 13 | 6 | 4 | 7 | 10 | 12 | 8 | 7 | 5 | 6  | 7  | 9  | 9  | 7  | 10 | 10 | 10 | 10 | 10 | 10 | 10 | 11 | 13 | 11 | 13 | 11 | 10 | 9  | 9  | 9  |

Fonte:  OBOS-ligaen 2016, su altomfotball.no, Altomfotball.
Legenda:

Luogo: C = Casa; T = Trasferta. Risultato: V = Vittoria; N = Pareggio; P = Sconfitta.

### Statistiche dei giocatori
| Giocatore          | 1. divisjon | 1. divisjon | 1. divisjon | 1. divisjon | Norgesmesterskapet | Norgesmesterskapet | Norgesmesterskapet | Norgesmesterskapet | Coppe europee | Coppe europee | Coppe europee | Coppe europee | Altre coppe | Altre coppe | Altre coppe | Altre coppe | Totale   | Totale | Totale      | Totale     |
| Giocatore          | Presenze    | Reti        | Ammonizioni | Espulsioni  | Presenze           | Reti               | Ammonizioni        | Espulsioni         | Presenze      | Reti          | Ammonizioni   | Espulsioni    | Presenze    | Reti        | Ammonizioni | Espulsioni  | Presenze | Reti   | Ammonizioni | Espulsioni |
| ------------------ | ----------- | ----------- | ----------- | ----------- | ------------------ | ------------------ | ------------------ | ------------------ | ------------- | ------------- | ------------- | ------------- | ----------- | ----------- | ----------- | ----------- | -------- | ------ | ----------- | ---------- |
| E. Barli           | 30          | -48         | 1           | 0           | 2                  | -2                 | 0                  | 0                  |               |               |               |               |             |             |             |             | 32       | -50    | 1           | 0          |
| M. Blakstad        | 22          | 1           | 1           | 0           | 1                  | 0                  | 0                  | 0                  |               |               |               |               |             |             |             |             | 23       | 1      | 1           | 0          |
| K. Eek             | 26          | 0           | 3           | 0           | 2                  | 0                  | 0                  | 0                  |               |               |               |               |             |             |             |             | 28       | 0      | 3           | 0          |
| C. Eggen Rismark   | 14          | 0           | 0           | 0           | 2                  | 0                  | 0                  | 0                  |               |               |               |               |             |             |             |             | 16       | 0      | 0           | 0          |
| G. Flatgård        | 14          | 4           | 0           | 0           | 1                  | 0                  | 0                  | 0                  |               |               |               |               |             |             |             |             | 15       | 4      | 0           | 0          |
| A. Fonn Witry      | 27          | 1           | 0           | 0           | 2                  | 0                  | 1                  | 0                  |               |               |               |               |             |             |             |             | 29       | 1      | 1           | 0          |
| D. Hagen           | 0           | -0          | 0           | 0           | 0                  | -0                 | 0                  | 0                  |               |               |               |               |             |             |             |             | 0        | 0      | 0           | 0          |
| E. Holmvik Malmo   | 16          | 0           | 2           | 0           | 0                  | 0                  | 0                  | 0                  |               |               |               |               |             |             |             |             | 16       | 0      | 2           | 0          |
| J. Hou Sæter       | 9           | 3           | 0           | 0           | -                  | -                  | -                  | -                  |               |               |               |               |             |             |             |             | 9        | 3      | 0           | 0          |
| T. Kvam Navelsaker | 2           | 0           | 0           | 0           | 1                  | 0                  | 0                  | 0                  |               |               |               |               |             |             |             |             | 3        | 0      | 0           | 0          |
| D. Kvande          | 27          | 3           | 4           | 0           | 2                  | 1                  | 0                  | 0                  |               |               |               |               |             |             |             |             | 29       | 4      | 4           | 0          |
| K. Løkberg         | 11          | 0           | 4           | 0           | 0                  | 0                  | 0                  | 0                  |               |               |               |               |             |             |             |             | 11       | 0      | 4           | 0          |
| P. Øien            | 0           | -0          | 0           | 0           | 0                  | -0                 | 0                  | 0                  |               |               |               |               |             |             |             |             | 0        | 0      | 0           | 0          |
| T. Øwre Gjertsen   | 27          | 2           | 3           | 0           | 1                  | 0                  | 0                  | 0                  |               |               |               |               |             |             |             |             | 28       | 2      | 3           | 0          |
| S. Raaen Sandmæl   | 19          | 1           | 0           | 0           | 2                  | 0                  | 0                  | 0                  |               |               |               |               |             |             |             |             | 21       | 1      | 0           | 0          |
| M. Reginiussen     | 29          | 7           | 3           | 0           | 2                  | 1                  | 1                  | 0                  |               |               |               |               |             |             |             |             | 31       | 8      | 4           | 0          |
| K. Riksvold        | 27          | 2           | 2           | 0           | 2                  | 1                  | 0                  | 0                  |               |               |               |               |             |             |             |             | 29       | 3      | 2           | 0          |
| K. Rømo Skille     | 18          | 1           | 1           | 0           | 2                  | 0                  | 0                  | 0                  |               |               |               |               |             |             |             |             | 20       | 1      | 1           | 0          |
| S. Sørløkk         | 7           | 1           | 0           | 0           | -                  | -                  | -                  | -                  |               |               |               |               |             |             |             |             | 7        | 1      | 0           | 0          |
| R. Stene           | 30          | 18          | 3           | 0           | 1                  | 0                  | 1                  | 0                  |               |               |               |               |             |             |             |             | 31       | 18     | 4           | 0          |
| A. Tronseth        | 26          | 1           | 2           | 0           | 2                  | 0                  | 0                  | 0                  |               |               |               |               |             |             |             |             | 28       | 1      | 2           | 0          |
| M. van der Weel    | 1           | 0           | 0           | 0           | 0                  | 0                  | 0                  | 0                  |               |               |               |               |             |             |             |             | 1        | 0      | 0           | 0          |